# 캐나다 재무부
캐나다 재무부(영어: Department of Finance Canada, 프랑스어: Ministère des Finances Canada)는 캐나다 정부의 정부 부처로, 일반적으로 재무부의 역할을 한다. 장관은 부총리가 겸임하는 형태이며, 2020년 8월부터 크리스티아 프릴랜드 부총리가 장관을 맡고 있다. 본부는 오타와 시내 엘긴과 앨버트가 모퉁이에 있는 제임스 마이클 플라허티 빌딩에 소재한다.

## 구조
세부 분과
- 경제정책분과 (Economic Policy Branch)
- 재정정책분과 (Fiscal Policy Branch)
- 경제개발·기업금융분과 (Economic Development and Corporate Finance Branch)
- 연방·주 관계 및 사회정책분과 (Federal-Provincial Relations and Social Policy Branch)
- 금융정책분과 (Financial Sector Policy Branch)
- 국제무역·금융분과 (International Trade and Finance Branch)
- 납세분과 (Tax Policy Branch)
- 법학분과 (Law Branch)
- 기업 서비스 분과 (Corporate Services Branch)
- 민원봉사분과 (Consultations and Communications Branch)

하위 기관
- 캐나다 은행
- CPP 투자위원회
- 금융기관감독청
- 캐나다 금융 소비자 기관
- 캐나다 금융거래 및 보고 분석 센터
- 캐나다 예금 보험 공사
- 캐나다 개발 투자 공사
- 캐나다 왕립 조폐국